# Associação dos Escritores Moçambicanos
L'Associação dos Escritores Moçambicanos (AEMO), és una organització que té com a objectiu donar a conèixer obras i autores de la literatura moçambiquesa.
L'associació fou fundada el 31 d'agost de 1982 per Luís Bernardo Honwana, Marcelino dos Santos, José Craveirinha, Orlando Mendes, Fernando Ganhão, Sérgio Vieira, Rui Nogar i altres intel·lectuals com Aquino de Bragança, Teodomiro Leite de Vasconcelos i Carlos Cardoso a Maputo. Desenvolupa la seva activitat, entre altres formes, a través de l'edició de les obres d'autors moçambiquesos editats a la revista Charrua (1984), amb la convocatòria de premis literaris i l'organització de conferències, jornades i debats de divulgació. L'escriptor José Craveirinha fou el seu primer president.

## Col·leccions
L'AEMO publica les col·leccions:
- Karingana, per prosa[4]
- Timbila, per poesia[5]
- Início, per donar a conèixer el treball de joves escriptors[5]

## Premis
L'associació atorga:
- Prémio Vida Literária
- Prémios revelação, que vol promoure la creació literària i la promoció de nous autors:
  - Prémio Revelação AEMO de Ficção[6]
  - Prémio Revelação AEMO de Poesia[6]
  - Premi José Craveirinha de Literatura.

## La revistaCharrua
Al començament de la seva activitat, l'associació creada el 1984, la revista Charrua, que va obrir nous espais i perspectives, el que portà a l'aparició d'una nova generació d'escriptors de Moçambic, consagrada avui, designada pel nom de la revista: la Geração Charrua.
La revista tenia periodicitat bimestral i publicà vuit números.

## ElCírculo de Leitores
En 2002 l'associació va establir el Círculo de Leitores da Associação dos Escritores Moçambicanos, un projecte que, a través de reunions mensuals entre els estudiants de secundària i universitaris i escriptors joves, té com a objectiu informar sobre els autors de Moçambic i les seves obres.